# Hessiano (soldado)

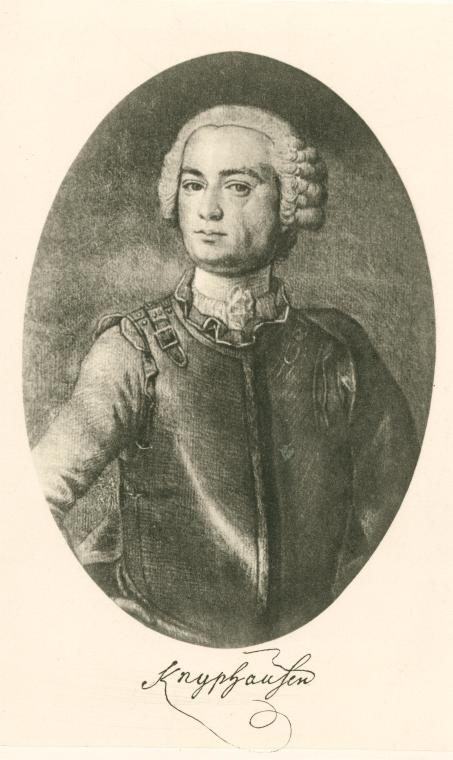
Wilhelm von Knyphausen, Comandante dos Hessianos na Guerra da Independência dos Estados Unidos

Os Hessianos foram os auxiliares alemães do século XVIII contratados para o serviço militar pelo governo britânico. Eles adquiriram o nome do estado alemão de Hesse-Kassel. Os britânicos contrataram tropas Hessianas para o combate em vários conflitos do século XVIII, mas ficaram mais associados às operações de combate na Guerra da Independência dos Estados Unidos (1775-1783).
Cerca de 30 mil soldados alemães lutaram pelos britânicos durante a Guerra da Independência dos Estados Unidos, constituindo um quarto das tropas que os britânicos enviaram para a América. Eles entraram ao serviço britânico como unidades inteiras, lutando sob suas próprias bandeiras alemãs, comandadas por seus oficiais habituais e vestindo seus uniformes existentes. O maior contingente veio do estado de Hesse, que forneceu cerca de 40% das tropas alemãs que lutaram pelos britânicos. Um grande número de tropas de Hesse-Kassel levou ao uso do termo Hessianos para referência a todas as tropas alemãs que lutaram no lado britânico, uma forma de Sinédoque. Os outros foram alugados a outros pequenos estados alemães.
Os Patriotas apresentavam os soldados como mercenários estrangeiros sem interesses na América. Muitos dos homens foram recrutados á força para o serviço militar. Os desertores eram sumariamente executados ou espancados. Os prisioneiros de guerra hessianos eram postos a trabalhar nas fazendas locais.

## História
Os pequenos estados alemães do Sacro Império Romano tinham exércitos profissionais, que seus príncipes governantes às vezes estavam dispostos a alugar para outros exércitos como mercenários. Quando o conflito militar rebentou, os estados alemães providenciaram um fornecimento de tropas treinadas que estavam prontas para entrar em ação imediatamente. Hesse-Kassel foi particularmente importante neste papel:
Entre 1706 e 1707, 10 000 Hessianos serviram como "corpo" no exército de Eugénio de Saboia na Itália antes de se mudarem para os Países Baixos Espanhóis em 1708. Em 1714, 6 000 Hessianos foram alugados à Suécia para a sua guerra com a Rússia, enquanto 12 000 Hessianos foram contratados por Jorge I da Grã-Bretanha em 1715 para combater a rebelião jacobita. ... No meio da Guerra de Sucessão Austríaca em 1744, 6 000 Hessianos estavam a lutar com o exército britânico na Flandres enquanto outros 6 000 estavam no exército da Baviera. Em 1762, 24 000 Hessianos estavam ao serviço do exército de Fernando de Brunsvique na Alemanha.— John Childs
Na maioria dessas guerras, Hesse-Kassel nunca se tornou um beligerante ao declarar a guerra a qualquer outro país. As tropas foram alugadas para servir em outros exércitos, e o próprio Hesse-Kassel não tinha interesse no resultado da guerra. Assim, os Hessianos puderam servir os britânicos e os bávaros na Guerra de Sucessão Austríaca, embora o Reino Unido e a Baviera estivessem em lados opostos da guerra. O historiador Charles Ingrao diz que o príncipe local transformou Hesse num "estado mercenário" ao alugar os seus regimentos para financiar o seu governo

### Guerra de Independência dos Estados Unidos

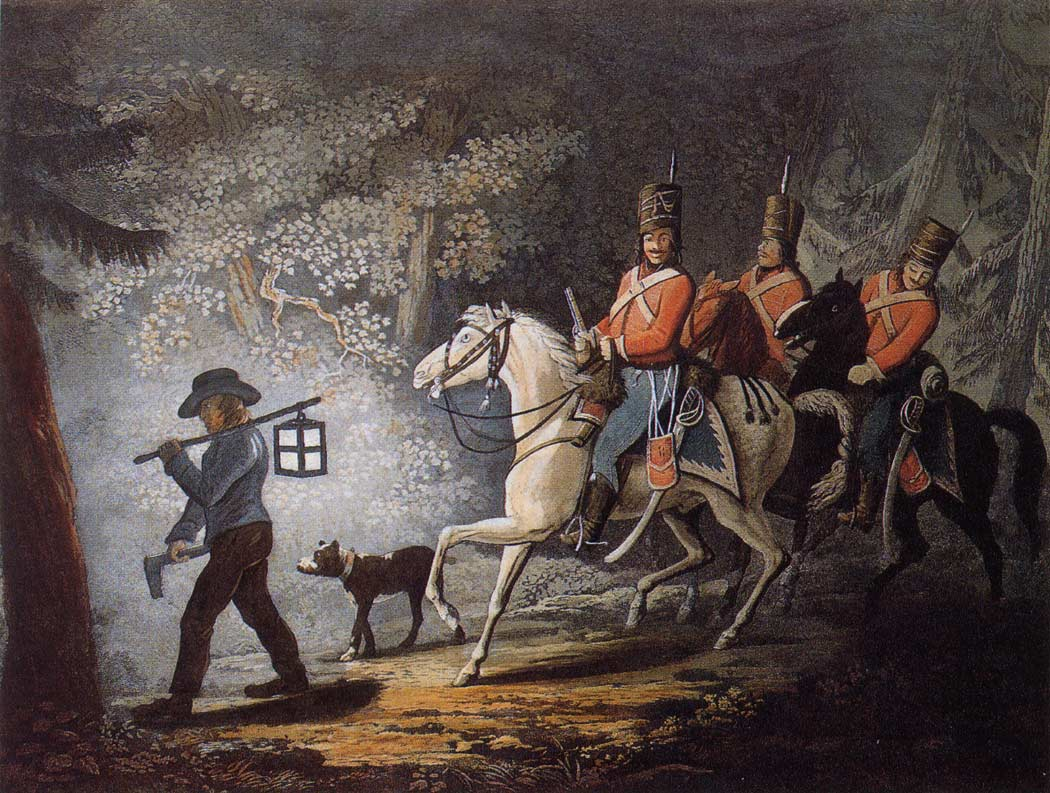
Imagem da Cavalaria Hessiana na América

Durante a Guerra Revolucionária Americana, o Conde Frederico II de Hesse-Kassel e outros príncipes alemães alugaram algumas das suas unidades regulares do exército para a Grã-Bretanha para serem usadas na luta contra os rebeldes na revolução americana. Das 30.067 tropas alemãs arrendadas pela Grã-Bretanha, 12.992 foram fornecidas por Hesse-Kassel. Eles não vieram como indivíduos, mas em unidades inteiras com seus uniformes, bandeiras, equipamentos e oficiais habituais.
Hesse-Kassel, como a maioria dos outros principados alemães, ainda tinha servidão. Assim que essas tropas entraram no território britânico, onde a servidão era ilegal, eles continuavam vinculados por um código militar. Seus oficiais eram, na sua maior parte, o estrato superior da sociedade. As únicas maneiras pelas quais um soldado regular hesiano poderia tornar-se um homem livre nessas circunstâncias eram a deserção ou a captura. A servidão só foi abolida em Hesse-Kassel em 1806 por Napoleão Bonaparte.
As tropas Hessianas incluíam jägers, hussardos, três companhias de artilharia e quatro batalhões de granadeiros. A maioria da infantaria eram chasseurs (atiradores), mosqueteiros e fuzileiros. A infantaria de linha estava armada com mosquetes, enquanto a artilharia usava o canhão de três libras. Os batalhões de Elite Jäger usaram o büchse, um rifle curto e de grande calibre, bem adaptado ao combate na floresta. Inicialmente, o regimento médio era composto de 500 a 600 homens. Mais tarde na guerra, os regimentos tinham apenas 300 a 400 homens.
As primeiras tropas hessianas a chegar á América do Norte desembarcaram em Staten Island, em Nova York, a 15 de Agosto de 1776. Seu primeiro compromisso foi na Batalha de Long Island. Os hessianos lutaram em quase todas as batalhas, embora, depois de 1777, os britânicos os usassem principalmente como guarnição e patrulha de tropas. Uma variedade de Hessianos lutou nas batalhas e campanhas nos estados do sul durante 1778-80 (incluindo Guilford Courthouse), e dois regimentos lutaram no Cerco de Yorktown em 1781.
Os americanos, tanto Rebeldes quanto Tories, muitas vezes temiam os hessianos, acreditando que eram mercenários vorazes e brutais. Enquanto isso, os diários dos hessianso frequentemente expressavam desaprovação na conduta das tropas britânicas em relação aos colonos, incluindo a destruição da propriedade e a execução ocasional de prisioneiros, sendo este último duplamente perturbador quando os alemães americanos estavam entre eles.
Os soldados comuns britânicos, de forma semelhante aos americanos, desconfiavam dos Hessianos principalmente de língua alemã e, portanto, apesar do seu forte desempenho militar, muitas vezes os tratavam com desprezo.

### Hessianos Capturados

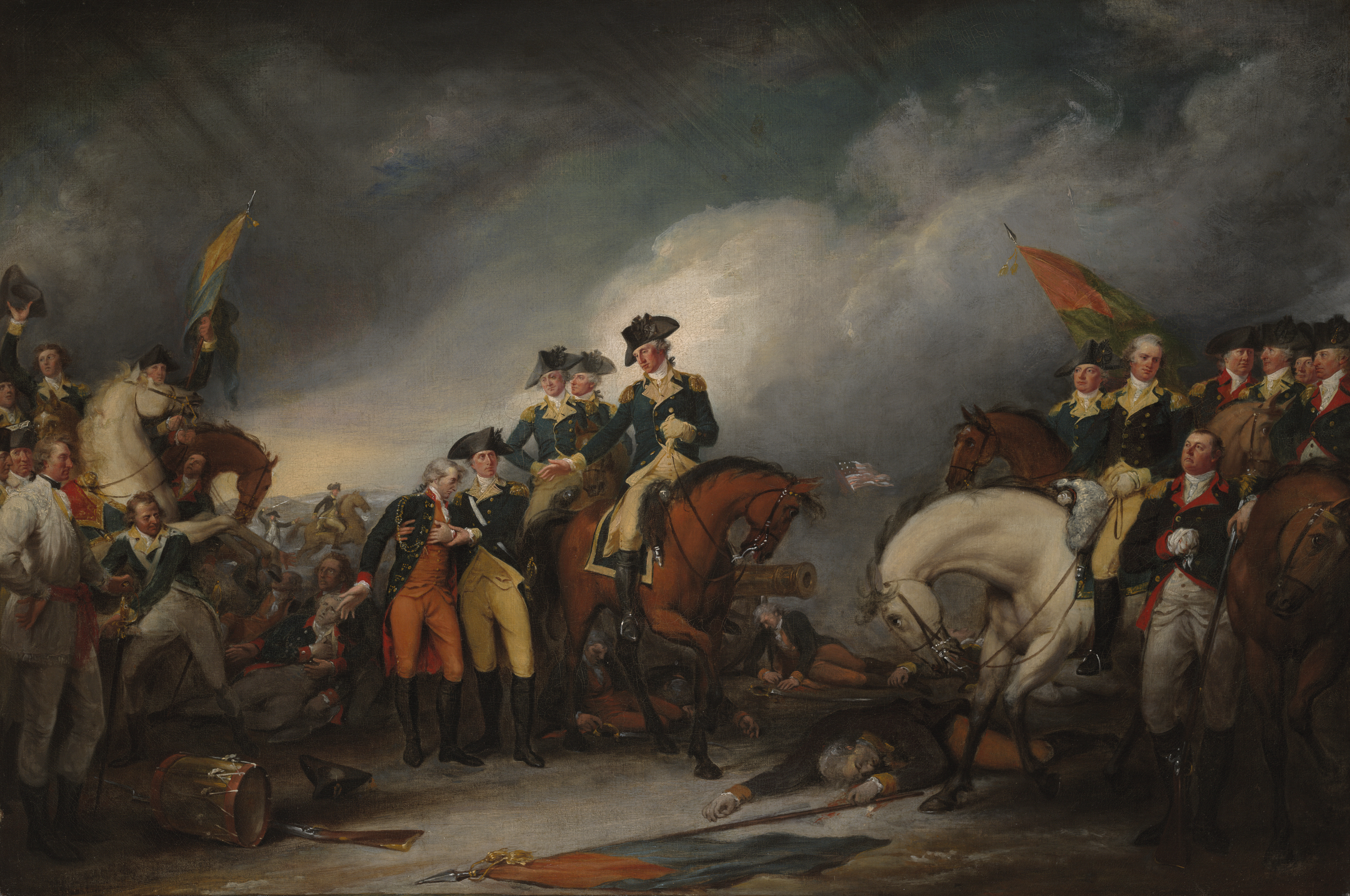
A captura de Hessianos em Trenton

O Exército Continental do General George Washington atravessou o rio Delaware para fazer um ataque surpresa aos Hessianos no início da manhã de 26 de dezembro de 1776. Na Batalha de Trenton, a força Hessiana de 1 400 foi eliminada pelos continentais, com cerca de 20 mortos, 100 feridos e 1 000 capturados.
Os hessianos capturados na Batalha de Trenton foram desfilados pelas ruas da Filadélfia para aumentar a moral americana; A raiva na sua presença ajudou o Exército Continental a recrutar novos soldados. A maioria dos prisioneiros foram enviados para trabalhar como mão-de-obra em fazendas.
No início de 1778, as negociações para a troca de prisioneiros entre Washington e os britânicos começaram com seriedade. Nicholas Bahner (t), Jacob Strobe, George Geisler e Conrad Kramm são alguns dos soldados hessianos que abandonaram as forças britânicas depois de serem devolvidos em troca de prisioneiros de guerra americanos. Esses homens foram caçados pelos britânicos por ser desertores, assim como por muitos dos colonos por serem inimigos estrangeiros.
Os americanos tentaram atrair os Hessianos a desertarem dos britânicos e a se juntarem à já grande população alemâ-americana. O Congresso dos EUA autorizou a oferta de 50 acres (aproximadamente 20 hectares) de terra para soldados hessianos individuais para encorajá-los a abandonar o grupo. Aos soldados britânicos foram oferecidos de 50 a 800 acres, dependendo do posto.

### Propaganda de Guerra
Em Agosto de 1777, uma carta satírica, "The Sale of the Hessians", foi amplamente distribuída. Afirmou que um comandante Hessiano queria que mais de seus soldados fossem mortos para que ele pudesse ser melhor compensado. Durante muitos anos, o autor da carta foi desconhecido. Em 1874, John Bigelow traduziu-a para o inglês (de uma versão francesa) e afirmou que Benjamin Franklin a tinha escrito, incluindo-a na sua biografia intitulada The Life of Benjamin Franklin, publicada naquele ano. Parece não haver evidências para sustentar esta afirmação.

### Experiência dos Prisioneiros de Guerra Hessianos em Lancaster
Muitos prisioneiros Hessianos foram detidos em acampamentos na cidade interior de Lancaster (Pensilvânia). Lancaster era o centro da Pensilvânia holandesa, que tratava bem os prisioneiros alemães. Os Hessianos responderam favoravelmente; alguns se ofereceram para trabalhos extras, ajudando a substituir os homens locais que serviam no Exército Continental. Após a guerra, muitos prisioneiros de guerra nunca voltaram para a Alemanha e, em vez disso, aceitaram as ofertas americanas de liberdade religiosa e terra livre, tornando-se colonizadores permanentes. Em contraste, prisioneiros britânicos também foram mantidos em Lancaster, mas esses homens não responderam favoravelmente ao bom tratamento - eles tentaram escapar.

### Nova-Escócia
Os hessianos serviram na Nova Escócia durante cinco anos (1778-1783). Eles protegeram a colónia dos corsários americanos, como quando responderam ao Ataque a Lunenburg (1782). Eles foram liderados por Baron Oberst Franz Carl Erdmann von Seitz.

### Conclusão da Guerra
Cerca de 30 mil alemães serviram nas Américas e, depois que a guerra terminou em 1783, cerca de 17 313 retornaram às suas terras alemãs. Dos 12 526 que não retornaram, cerca de 7 700 morreram. Cerca de 1 200 foram mortos em ação e 6 354 morreram de doença ou acidente, principalmente de doença. Aproximadamente 5 000 soldados alemães instalaram-se na América do Norte, quer nos Estados Unidos quer no Canadá.

### Comandantes
- Wilhelm von Knyphausen
- Franz Carl Erdmann Freiherr (Baron) von Seitz - Comandou os hessianos na Batalha de Forte Washington
- Johann Rall - Comandante das forças hessianas na Batalha de Trenton

## Irlanda 1798
Após a Batalha de Mainz em 1795, os britânicos levaram as forças hessianas para a Irlanda em 1798 para ajudar na supressão da rebelião impulsionada pelos Irlandeses Unidos, uma organização que primeiro trabalhou para a reforma parlamentar. Influenciado pelas ideias das Revoluções Americana e Francesa, seus membros procuraram, em  1798, pôr fim à lei e ao poder britânicos sobre a Irlanda e fundar uma república irlandesa independente.
O 2º Batalhão de rifles da Baron Hompesch embarcou em 11 de abril de 1798 na Ilha de Wight em direcção ao porto de Cork. Mais tarde, eles foram acompanhados pelo 5º Batalhão 60º Regimento Jäger (Caçador). Eles estiveram em ação nas batalhas de Vinegar Hill e Foulksmills.